# パンドラの秘宝〜クセになる世界TVウォッチ!
『パンドラの秘宝〜クセになる世界TVウォッチ!』（パンドラのひほう クセになるせかいティービーウォッチ）は、2004年1月13日から同年3月16日までフジテレビ系列局で放送されていたフジテレビ制作のバラエティ番組である。全10回。放送時間は毎週火曜 20:00 - 20:54 （日本標準時）。

## 概要
司会の爆笑問題と中野美奈子（当時フジテレビアナウンサー）がゲストとともに世界160か国から送られてきた映像を見て、それらを基にスタジオでトークを繰り広げていた番組。ゲストの中でも特に多く出演していたのは動物研究家の實吉達郎とお笑いタレントの長井秀和で、特に實吉は後述の特番時代から出演していた。
この番組は、2003年7月27日（日曜） 16:00 - 17:25 と同年9月24日（水曜） 22:15 - 23:24 に放送された特別番組『世界（珍）TVウォッチ!』を前身としており、内容をアレンジした上でレギュラー化された。特番時代には、笠井信輔（フジテレビアナウンサー）と内田恭子（当時フジテレビアナウンサー）が司会を務めていた。レギュラー放送開始1週間前の2004年1月6日（火曜） 15:00 - 16:00 には『チャンネルα』枠で同特番の再放送が行われ、そして同日 19:00 - 20:54 には前夜祭2時間スペシャルが放送された。
レギュラー放送の終了後も『カスペ!』枠で単発特番として続けると予告していたが、結局この枠では放送されず、2004年10月3日（日曜） 16:00 - 17:25 に再び『世界（珍）TVウォッチ!』と題して放送された。なお、その後の放送は無い。

## スタッフ
- ナレーター：バッキー木場、垂木勉、来宮良子、古賀慶太
- 構成：橋克弘、岩魚宣男、野尻靖之、桝本壮志、堀江利幸、小山賢太郎、つかはら・秋葉高彰、野口悠介
- 技術：八峯テレビ
  - TD：片平哲也
  - CAM：石井隆志
  - VE：東海林学
  - AUD：佐藤浩一
  - LD：藤井太郎（FLT）
- 美術：フジアール
  - 美術プロデューサー：木村文洋
  - デザイン：小川由紀夫、菊地正人
  - 美術進行：横山勇
  - 大道具：長沼佳孝
  - 電飾：濱名陽子
  - アクリル装飾：中井丈晴
  - マルチモニター：野上晃如
- CG：EDEL JAPAN
- 編集：オムニバス・ジャパン
  - EED：鶴岡臣博
  - MA：竹岡良樹
- 選曲効果：マジカル
- スーパーバイザー：大野高義（フジテレビ）、坪田譲治（フジテレビ）
- 編成：荒井昭博（フジテレビ）、浜野貴敏（フジテレビ）
- 広報：河瑞由梨子（フジテレビ）
- AP：山田敏弘
- 制作デスク：市川聡子
- AD：鷲谷恵美子
- 演出：高橋尚樹
- ディレクター：須藤拓也、阿部トオル、小池拓也、鹿島健城、高野透矢
- プロデューサー：滝川均、山本昭三
- 企画・プロデューサー：立松嗣章（フジテレビ）
- 制作：オフィス・トゥー・ワン
- 制作著作：フジテレビ